# Łopienica
Opienica [wɔpjɛˈnit͡sa] (tiếng Đức: Lappenhagen)  là một ngôi làng thuộc khu hành chính của Gmina Będzino, thuộc quận Koszalin, Tây Pomeranian Voivodeship, ở phía tây bắc Ba Lan. Nó nằm khoảng 11 kilômét (7 mi) phía tây Będzino, 24 km (15 mi) phía tây Koszalin, và 121 km (75 mi) về phía đông bắc của thủ đô khu vực Szczecin.
Trước năm 1945, khu vực này là một phần của Đức. Đối với lịch sử của khu vực, xem Lịch sử của Pomerania.
Làng có dân số 120 người.